# Поречье (Кингисеппский район)
По́речье — деревня в Пустомержском сельском поселении Кингисеппского района Ленинградской области.

## История
На карте Ингерманландии А. И. Бергенгейма, составленной по шведским материалам 1676 года, она обозначена как деревня Poritsby.
На шведской «Генеральной карте провинции Ингерманландии» 1704 года — как деревня Poritz.
Как деревня Порицы она обозначена на «Географическом чертеже Ижорской земли» Адриана Шонбека 1705 года.
Деревня Порицы упомянута и на карте Ингерманландии А. Ростовцева 1727 года.
Как деревня Поречье обозначена на карте Санкт-Петербургской губернии Я. Ф. Шмидта 1770 года.
Деревня Поречье упоминается на карте Санкт-Петербургской губернии Ф. Ф. Шуберта 1834 года.

ПОРЕЧЬЕ — деревня принадлежит тайному советнику Блоку, число жителей по ревизии: 35 м. п., 36 ж. п. (1838 год)

Деревня Поречье упоминается на карте Ф. Ф. Шуберта 1844 года.

ПОРЕЧЬЕ — деревня дочери штабс-капитана Блока, 10 вёрст почтовой, а остальное по просёлочной дороге, число дворов — 10, число душ — 32 м. п. (1856 год)

ПОРЕЧЬЕ — деревня, число жителей по X-ой ревизии 1857 года: 28 м. п., 29 ж. п., всего 57 чел.

ПОРЕЧЬЕ — деревня владельческая при реке Луга, число дворов — 12, число жителей: 36 м. п., 89 ж. п. (1862 год)

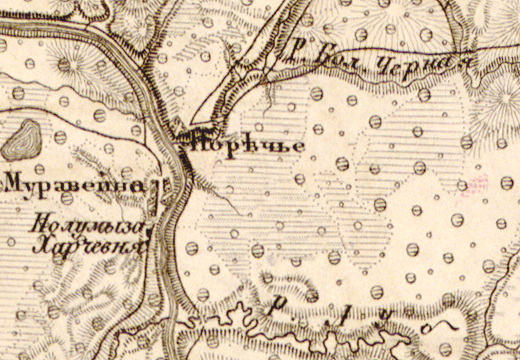
Деревня Поречье на карте 1863 года

В 1875 году временнообязанные крестьяне деревни выкупили свои земельные наделы у Н. И. Татыковой и стали собственниками земли.

ПОРЕЧЬЕ — деревня, по земской переписи 1882 года: семей — 16, в них 46 м. п., 38 ж. п., всего 84 чел.

ПОРЕЧЬЕ — деревня, число хозяйств по земской переписи 1899 года — 22, число жителей: 63 м. п., 70 ж. п., всего 133 чел.;
 разряд крестьян: бывшие владельческие; народность: русская

В конце XIX — начале XX века деревня административно относилась к Ястребинской волости 1-го стана Ямбургского уезда Санкт-Петербургской губернии.
С 1917 по 1924 год деревня Поречье входила в состав Поречского сельсовета Ястребинской волости Кингисеппского уезда.
С 1924 года в составе Среднесельского сельсовета.
Согласно данным переписи населения СССР 1926 года в деревне Поречье Поречского сельсовета проживали 235 человек — большинство русские, а также эстонцы и латыши.
С февраля 1927 года в составе Кингисеппской волости. С августа 1927 года в составе Кингисеппского района.
По данным 1933 года деревня Поречье входила в состав Среднесельского сельсовета Кингисеппского района.
В 1939 году население деревни Поречье составляло 292 человека.

Деревня Поречье на карте 1940 года

Согласно топографической карте РККА 1940 года деревня насчитывала 29 дворов.
C 1 августа 1941 года по 31 января 1944 года деревня находилась в оккупации.
С 1954 года в составе Пустомержского сельсовета.
В 1958 году население деревни Поречье составляло 2 человека.
По данным 1966, 1973 и 1990 годов деревня Поречье также находилась в составе Пустомержского сельсовета Кингисеппского района.
В 1997 году в деревне Поречье не было постоянного населения, в 2002 году — проживали 8 человек (русские — 87 %), в 2007 году — 1.

## География
Деревня расположена в юго-восточной части района на автодороге 41К-188 (Гостицы — Большая Пустомержа).
Расстояние до административного центра поселения — 16 км.
Расстояние до ближайшей железнодорожной станции Веймарн — 9 км.
Деревня находится на правом берегу реки Луга при впадении в неё реки Городенка.

## Демография
| 1862 | 2007 | 2010 | 2017 |
| ---- | ---- | ---- | ---- |
| 125  | ↘1   | ↗2   | ↘0   |

### Национальный состав
Согласно данным Всероссийской переписи населения 2021 года в деревне проживали 5 человек, все русские.